# United Farmers
Le mouvement United Farmers (« Fermiers » ou « Agriculteurs unis ») est apparu au Canada après la Première Guerre mondiale. À la suite du refus du gouvernement unioniste de l'époque de modifier une structure de tarifs douaniers qui rendait la vie dure aux agriculteurs économiquement, plusieurs mouvements d'agriculteurs à travers le Canada se sont radicalisés et se sont lancés dans l'arène politique. Le mouvement était lié au Parti progressiste du Canada au fédéral et a réussi à prendre le pouvoir en Ontario, en Alberta et au Manitoba. Les United Farmers rejetaient la Politique nationale des conservateurs mais trouvaient également que les libéraux ne défendaient pas adéquatement le libre-échange et étaient trop liés aux intérêts des entreprises. En général, les groupes d'agriculteurs ont formé des alliances avec des groupes ouvriers et socialistes ; toutefois, au pouvoir ils deviennent plus pragmatiques et plus près des libéraux, causant des ruptures dans plusieurs provinces entre les gouvernements United Farmers et leurs organisations.

## Alberta
Les United Farmers albertains arrachent le pouvoir aux libéraux lors de l'élection générale de 1921 et le conservent pendant près de 15 ans. Ils sont également présents au niveau fédéral à la Chambre des communes du Canada. Ils sont anéantis par le Parti Crédit social de l'Alberta lors de l'élection de 1935 et ne seront plus jamais une force politique dans la province.

## Saskatchewan
La United Farmers of Canada (Saskatchewan Section) est fondée en 1926 par des membres de la Farmers' Union of Canada et la Saskatchewan Grain Growers' Association.
En conséquence de la crise agriculturelle du Dust Bowl lors de la Grande Dépression, la UFC (SS) devient politisée et adopte une plateforme socialiste. En 1932 elle se joint au Parti travailliste indépendant dans la province pour former le Farmer-Labour Group qui, en 1934, devient l'aile saskatchewanaise de la Co-operative Commonwealth Federation.

## Source
- (en) Cet article est partiellement ou en totalité issu de l’article de Wikipédia en anglais intitulé « United Farmers » (voir la liste des auteurs).